# Flow (album)
Flow är ett musikalbum av Fleshquartet släpptes 20 september 1993. Den vann en Grammis för årets bästa album. Carl-Michael Herlöfsson och Jacob Hellner, alias Bomkrash, producerade albumet.
Medverkar gör bl.a. Freddie Wadling, Stina Nordenstam och Joakim Thåström.
"Walk", "Possessed" och "Dancin' Madly Backwards" släpptes som singlar.

## Låtlista
1. Alap Yours – 2:00
2. Dancin' Madly Backwards – (text: Stina Nordenstam/Fleshquartet) – 5:07
3. Possessed – 4:17
4. It Won't Hurt Me – (text: Stina Nordenstam/Fleshquartet) – 4:26
5. Walk – 3:48
6. Zog T – (Huhta/Karkowski/Fleshquartet) – 4:16
7. Hettan – 1:49
8. We're All Happy – (text: Thåström) – 5:22
9. Space – 0:25
10. Satellite – 4:38
11. Wish – 1:58
12. Someone Like Me – (text: Stina Nordenstam/Fleshquartet) – 4:07
13. Werner – 4:51
14. Burn For You – 3:02
15. Miniatyr – 0:58
16. Fleshtime – 1:39

## Medverkande
- Fläskkvartetten
  - Jonas Lindgren – violin
  - Örjan Högberg – viola
  - Mattias Helldén – cello
  - Sebastian Öberg – cello
- Freddie Wadling - Sång: 2, 3, 4, 5, 6, 9, 10, 13, 14
- Stina Nordenstam - Sång:2, 4, 5, 12
- Thåström - Sång:8
- Tim Wolde  - Rap: 2, 3, 4, 11, 12, 13
- Zak Tell  - Rap: 3
- Lizzie Zachrisson - Kör: 5
- Johan Söderberg - Trummor, Slagverk
- Morgan Ågren - Trummor: 1, 10 , 16
- Martin Jonsson - Trummor: 2, 4, 12
- Niclas Sigevall - Trummor: 6